# Persicaria celebica
Persicaria celebica är en slideväxtart som först beskrevs av Danser, och fick sitt nu gällande namn av Sojak. Persicaria celebica ingår i släktet pilörter, och familjen slideväxter. Inga underarter finns listade i Catalogue of Life.